# Stufenklage
Die Stufenklage ermöglicht dem Kläger im Zivilprozess, zunächst die Erteilung von Auskünften einzuklagen, um dann ein präzise bestimmtes Leistungsverlangen geltend zu machen.

## Funktion
Die Stufenklage, geregelt in § 254 ZPO, ist ein Sonderfall der objektiven Klagehäufung. Der Kläger stellt also mehrere Klageanträge, über die jedoch nicht gleichzeitig, sondern stufenweise entschieden wird. Der Vorteil gegenüber mehreren einzelnen Klagen liegt darin, dass sämtliche Anträge sofort rechtshängig werden. Damit ist dann beispielsweise die Verjährung eines Zahlungsanspruchs, dessen genaue Höhe noch unbekannt ist, gehemmt (§ 204 Abs. 1 Nr. 1 BGB).
Die Stufenklage verbindet bis zu drei Anträge:
1. Stufe
Auskunftsanspruch;
ggf. 2. Stufe
Verpflichtung des Schuldners zur Abgabe einer eidesstattlichen Versicherung;
3. Stufe
konkreter Leistungsanspruch.

### Auskunftsanspruch
Im Bereich des Erb-, Gesellschafts- und Familienrechts, aber auch bei urheberrechtlichen Ansprüchen hat die Stufenklage eine erhebliche Bedeutung. In diesen Bereichen ist der Berechtigte oft darauf angewiesen, vom Zahlungs- oder Herausgabeverpflichteten Auskünfte zu bekommen, um das ihm Zustehende überhaupt benennen zu können. Entsprechend finden sich zahlreiche gesetzliche Auskunftsansprüche (z. B. § 402, § 666, § 1379, § 1605, § 1799, § 1839, § 1978, § 2027, § 2314 BGB), es können aber auch vertragliche Auskunftsansprüche vereinbart werden. Einen allgemeinen Auskunftsanspruch auf Rechnungslegung gibt es grundsätzlich nicht. Jedoch bietet § 242 BGB unter bestimmten Voraussetzungen einen Auskunftsanspruch, sofern
- eine besondere rechtliche Beziehung zwischen den Parteien besteht
- es das Wesen des Rechtsverhältnisses mit sich bringt, dass der Berechtigte nicht selbst in zumutbarer Weise Auskunft beschaffen kann
- der Gegner unschwer in der Lage ist, die Auskunft zu erteilen

### Abgabe einer eidesstattlichen Versicherung
Wird die Auskunft erteilt, kann der Kläger nunmehr einen konkreten Leistungsanspruch geltend machen. Bestehen an der erteilten Auskunft hingegen begründete Zweifel, kann der Kläger von dem Auskunftspflichtigen die Abgabe einer eidesstattlichen Versicherung nach § 259 Abs. 2, § 260 Abs. 2 BGB verlangen.

## Abgrenzung
Die Stufenklage ist abzugrenzen von der Eventualklage. Bei der Eventualklage werden auch zwei Klageanträge gestellt, jedoch derart, dass der zweite Klageantrag mit der innerprozessualen Bedingung verknüpft ist, dass der erste Klageantrag keinen Erfolg hat (echter Hilfsantrag). Bei der Stufenklage wird der zweite Antrag gerade für den Erfolg des ersten Antrages gestellt (unechter Hilfsantrag).

## Entscheidungen
Erweist sich der Auskunftsanspruch (1. Stufe) als unbegründet, weil der damit verfolgte Leistungsanspruch bereits dem Grunde nach nicht besteht, wird die Klage bereits auf der ersten Stufe insgesamt abgewiesen. Ist nur der Auskunftsanspruch selbst unbegründet (weil beispielsweise die Auskunft bereits erteilt wurde), weist das Gericht auch nur den Auskunftsanspruch ab, der Leistungsanspruch bleibt davon unberührt.
Ergibt die aufgrund des Auskunftsanspruchs erteilte Auskunft, dass kein Leistungsanspruch besteht, so kann der Kläger den Anspruch gem. § 263 F. 3 ZPO (Klageänderung) auf einen materiell-rechtlichen Schadensersatzanspruch in Höhe der Prozesskosten wegen Schuldnerverzugs umstellen. Hat der Beklagte gem. § 93 ZPO e contrario Veranlassung zur Klage gegeben, z. B. weil er eine zuvor außergerichtlich begehrte Auskunft nicht erteilt hat, so muss er die in der Folge verursachten Prozesskosten tragen.
Über die erste und zweite Stufe ergeht jeweils nur ein Teilurteil. Dagegen ist die Berufung zulässig. Auf der dritten Stufe entscheidet das Gericht schließlich über den eigentlichen Leistungsanspruch. Es ergeht ein Schluss- oder Endurteil. An dieser Stelle wird auch über die Kosten des Rechtsstreits entschieden. Im Prozess wird über jede Stufe gesondert verhandelt und entschieden.

## Österreich
Im österreichischen Zivilprozess herrscht bei Klageeinbringung der Grundsatz der Bestimmtheit des Klagebegehrens. Der Kläger muss also genau wissen, was er vom Beklagten fordert, ansonsten ist die Klage vom Gericht bei der Prüfung nach der Klageeinbringung „in limine litis“ mit Beschluss zurückgewiesen. Eine Ausnahme davon bildet die Stufenklage gem. Art. 42 EGZPO (Einführungsgesetz zur Zivilprozessordnung). Damit können Forderungen eingeklagt werden, deren Höhe nicht bekannt ist. Die Klage besteht aus zwei Teilen, dem Manifestationsbegehren und dem Herausgabeanspruch. Im ersten Schritt begehrt der Kläger Rechnungslegung bzw. Angabe des Vermögens oder der Schulden und im darauffolgenden Schritt die Herausgabe des ihm Zustehenden bzw. Zahlung der Schulden.
Zuerst wird vom Gericht über das Manifestationsbegehren entschieden; wenn diesem stattgegeben wurde, ist der Anspruch vom Kläger zu präzisieren und sodann vom Gericht darüber zu entscheiden. Die Klage stellt also eine Kombination aus einer Feststellungs- und einer Leistungsklage (iwS) dar.